# Sericulus ardens
Sericulus ardens (лат.) — вид певчих птиц из семейства шалашников. Ранее считался подвидом чернолицего золотого шалашника (Sericulus aureus). Эндемик острова Новая Гвинея.
Общая длина тела с хвостом достигает 25—26 см. Окраска оперения самца очень яркая: голова и шея яркие красно-оранжевые, горло оранжево-желтое, грудь, брюшко, крылья и спина яркие золотисто-желтые, маховые перья крыльев и хвост черные. На шее удлиненные перья образуют подобие мантии огненного красно-оранжевого цвета, ниспадающей на грудь, крылья и спину. Клюв бледно-рогового цвета, оперение на голенях тускло-коричневое. Голос — скрежещущий, хрипящий и механически звучащий визгливый крик продолжительностью 1—2 с. Подвидов не образует.
Шалашник Sericulus ardens распространен на западе и юго-западе острова Новая Гвинея в тропических лесах южной равнины. На севере ареал ограничен горным массивом Маоке, на юге достигает Торресова пролива и юго-западных берегов залива Папуа. Обитает в равнинных тропических лесах, во вторичных лесах, на покрытых лесами склонах гор до высоты 760 м.

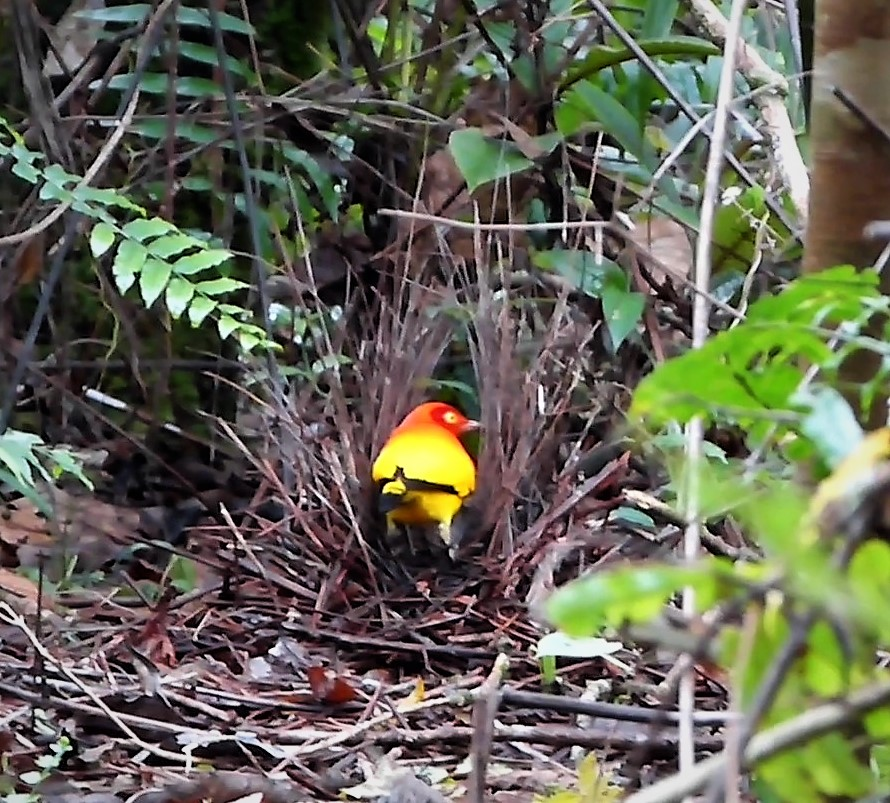
Самец возле своего шалаша

В период размножения самец строит шалаш—аллею, рядом с которой устраивает демонстрацию, крутя хвостом и расправляя крылья и покачивая после этого головой.